# Natrium (Band)
Natrium ist eine italienische Technical- und Brutal-Death-Metal-Band aus Cagliari, die 2001 gegründet wurde.

## Geschichte
Die Band wurde im Jahr 2001 von Andrea (E-Gitarre) und Edoardo De Muro (Schlagzeug) gegründet. 2003 wurde ein Demo unter dem Namen Demo Till Hell aufgenommen und die ersten Auftritte wurden abgehalten. 2004 schloss sich das zweite Demo The Day of Pain Demo…Part 1 an. 2005 folgte das Debütalbum The Day of Pain, das unter anderem in Italien, Kanada, in den USA, Brasilien, Japan, Korea, Deutschland, England, den Niederlanden und Norwegen vertrieben wurde. Insgesamt setzten sich etwa 800 Kopien ab. Aus persönlichen Gründen verließen dann der Bassist und Sänger Aaron Tolu und der Gitarrist Roberto Cotza die Besetzung. 2008 stießen der Gitarrist Alessio Locci, der Sänger Lorenzo Orrù und der Bassist Lucio Manca hinzu. Nach einer EP unter dem Namen Inscribed in the Victims Scars im selben Jahr, folgten verschiedene Auftritte sowie eine Tournee durch Großbritannien. Nach weiteren Besetzungswechseln begannen im Oktober 2010 im 16th Cellar Studio in Rom mit dem Produzenten Stefano Morabito die Aufnahmen zum Album Elegy for the Flesh. Diese acht Lieder wurden dann von Morabito abgemischt und gemastert. 2011 kam Alessandro Farci als neuer Bassist dazu. Das Album erschien 2011 bei The Spew Records, einem Sublabel von Punishment 18 Records. Der Veröffentlichung folgten diverse Auftritte und Teilnahmen am Tattoo Death Fest, dem Malta Death Fest und eine kleine Tour durch Großbritannien zusammen mit Trifixion und Regurgitate Life. Währenddessen schrieb die Gruppe an neuem Material, ehe 2016 acht neue Lieder aufgenommen wurden, die das Album Vertigo of Abjection bildeten. Die Songs waren von Marco Mastrobuono im Kick Recording Studio abmischt und gemastert worden. Nachdem die Band einen Plattenvertrag bei dem tschechischen Label Ultimate Massacre Records unterzeichnet hatte, erschien hierüber 2017 das Album.

## Stil
Horstio von killingmusic.de schrieb in seiner Rezension zu Elegy for the Flesh, dass ihm das Album früher noch brutaler und moderner erschien. Charakteristisch sei der aggressive Gesang, wobei die Musik wie eine Verneigung vor Progressive-Death-Metal-Veröffentlichungen wie The Erosion of Sanity von Gorguts oder Fornever Laid to Rest von Seance klinge. Charakteristisch seien auch „[f]riemelige Leadgitarren [und] verschachtelte Rhythmussperenzchen“. Bradley Zorgdrager von exclaim.ca meinte in seiner Rezension zu Vertigo of Abjection, dass die Band eine Mischung aus Technical- und Brutal-Death-Metal spielt. Die Band spiele dabei aggressiv und technisch präzise, wobei man die Musik zwischen Suffocation und Cryptopsy einordnen könne. Das Schlagzeug klinge etwas verzögert. Im späteren Verlauf des Albums würden auch Gemeinsamkeiten zu Beneath the Massacres Nevermore aufkommen.

## Diskografie
- 2002: Live at Green Studio '03 (Demo, Eigenveröffentlichung)
- 2003: Demo Till Hell (Demo, Eigenveröffentlichung)
- 2004: The Day of Pain Demo…Part 1 (Demo, Eigenveröffentlichung)
- 2005: The Day of Pain (Album, Eigenveröffentlichung)
- 2008: Inscribed in the Victims Scars (EP, Eigenveröffentlichung)
- 2011: Elegy for the Flesh (Album, The Spew Records)
- 2017: Vertigo of Abjection (Album, Ultimate Massacre Records)